# Buceș
Buceș is een Roemeense gemeente in het district Hunedoara.
Buceș telt 2161 inwoners.